# Kalanchoe arborescens
Kalanchoe arborescens ist eine Pflanzenart der Gattung Kalanchoe in der Familie der Dickblattgewächse (Crassulaceae). Sie ist zusammen mit Kalanchoe dinklagei die am höchsten werdende Art der Gattung. Das Artepitheton arborescens stammt aus dem Lateinischen und bedeutet ‚baumartig wachsend‘.

## Beschreibung
Kalanchoe arborescens bildet kleine Bäume, die Wuchshöhen von bis 8 Metern erreichen. Der Stamm ist unten einfach mit einem Durchmesser von bis zu 10 Zentimeter. Oben ist er verzweigt, wobei die fleischigen und kahlen Zweige für gewöhnlich zu dritt sind und eine Länge zwischen 5 und 10 Zentimeter aufweisen. Die dicken, fleischigen und kahlen Laubblätter sind zu dritt oder mehr oder weniger wechselständig. Der 1,5 bis 3 Zentimeter lange Blattstiel ist drehrund. Die fast kreisrunde, verkehrt eiförmige bis spatelige Blattspreite ist 1,5 bis 4 Zentimeter lang und 1 bis 3 Zentimeter breit. Sie ist an der Spitze gerundet und an der Basis verschmälert. Der Blattrand ist ganzrandig.
Der Blütenstand ist ebensträußig bis pyramidal und von 2 bis 6 Zentimeter Breite. Der kahle Blütenstandsstiel ist 5 bis 10 Zentimeter lang. Die aufrechten bis hängenden, kahlen Blüten sitzen an 1 bis 2 Zentimeter langen Blütenstielen. Die grüne Kelchröhre ist etwa 4 Millimeter lang und endet in dreieckigen, zugespitzten Zipfeln, die 4 bis 5 Millimeter lang und etwa 6 Millimeter breit sind. Die dicke, fleischige, blassgrüne Blütenkrone hat innen manchmal blasspurpurne Flecken. Die vierkantige, etwa 9 Millimeter lange und 8 Millimeter breite Kronröhre hat länglich dreieckige, zugespitzte Zipfel, die etwa 8 Millimeter groß sind. Die Staubblätter sind etwa in der Mitte der Kronröhre angeheftet und ragen alle leicht aus der Kronröhre heraus. Die länglichen Staubbeutel sind etwa 2 Millimeter groß. Die rechteckigen bis linealischen  Nektarschüppchen sind etwa 2 Millimeter lang und 0,5 Millimeter breit. Das längliche Fruchtblatt ist mit etwa 5 Millimeter genauso lang wie der Griffel.

## Systematik und Verbreitung
Kalanchoe arborescens ist in Südost-Madagaskar im xerophytischen Busch auf Kalkstein und sandigen Böden verbreitet. Die Erstbeschreibung erfolgte 1933 durch Jean-Henri Humbert.

## Nachweise